# Viasat Hockey
Viasat Hockey est une chaîne de télévision sportive scandinave appartenant au groupe Viasat. Lancée le 1er septembre 2009, elle est dédiée à la retransmission des matchs de hockey sur glace de la Ligue continentale de hockey, du Championnat de Suède de hockey sur glace D2, de la Ligue nationale de hockey, de la Ligue américaine de hockey et des championnats du monde. Diffusée à l'origine en Suède, elle est aujourd'hui disponible en Finlande, en Norvège, en Estonie, en Lettonie et en Lituanie. Elle est, selon la chaîne elle-même, la première chaîne de télévision au monde consacrée exclusivement au hockey sur glace.
La chaîne compte en son sein plusieurs anciens joueurs de hockey sur glace suédois, recrutés pour commenter et apporter leur expertise lors des diffusions de match. La chaîne compte notamment en tant que consultants sportifs les anciens joueurs Calle Johansson, champion du monde en 1991 et 1992, Håkan Södergren, champion du monde en 1987, Johan Tornberg, champion du monde en 1998 et Tomas Sandström, champion du monde 1987 et vainqueur de la Coupe Stanley en 1997.